# Constant-Désiré Despradelle

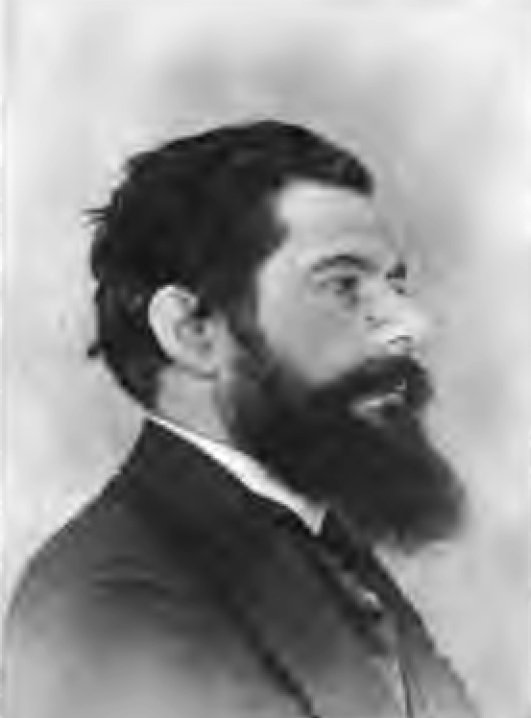
Desire Despradelle circa 1904

Constant-Désiré Despradelle (Chaumont, 20 maggio 1862 – Boston, 8 febbraio 1912) è stato un architetto francese naturalizzato statunitense, professore di architettura al Massachusetts Institute of Technology, che attraverso il suo insegnamento influenzò una generazione di architetti e rese popolare il suo stile in tutto il Nord America.

## Biografia
Nato in Francia, Despradelle venne ammesso alla École des beaux-arts all'età di vent'anni, frequentò la bottega di Jean-Louis Pascal, ed ottenne la laurea nel 1886. Vinse il Grand Prix de Rome nel 1889.
Nel 1893, Despradelle si recò a Boston, accettando un'offerta di professore di disegno del Massachusetts Institute of Technology dove rimase fino alla sua morte. Insegnò lo stile delle belle arti e influenzò gli stili in tutto il Nord America e in Europa fino al 1920 circa.
Fra gli architetti che studiarono alla sua scuola ci furono i canadesi George Allen Ross, William Sutherland Maxwell e Andrew R. Cobb. Fra gli statunitensi, Francis M. Miller, Ellis Lawrence, Marion Mahony, Ida Annah Ryan, Rose Standish Nichols e Raymond Hood.
Un aneddoto contemporanea sul giornale di uno studente del MIT Il Tech può dare qualche indicazione sui suoi modi e la sua personalità: "The Lounge [una colonna del giornale] assicurava i servizi di Mr. Derby come interprete, e, quindi, cercava un incontro con il professor Despradelles. Dopo una eccitata conversazione, di circa quindici minuti, il signor Derby riportò integralmente sul The Lounge quanto segue, Mr. Despradelles dice che la domenica è una curiosa abitudine americana.
Despradelle fu un architetto dei primi edifici dell'University of California, e venne coartato nel suo consiglio consultivo. A Boston mantenne uno studio chiamato Codman e Despradelle con il suo socio in affari, Stephen Codman. Tra i loro progetti più noti vi fu l'edificio Berkeley sulla Boylston Street, ormai un punto di riferimento nazionale degli Stati Uniti.
Despradelle morì nella sua casa d Boston dopo una lunga malattia.

## Beacon of Progress

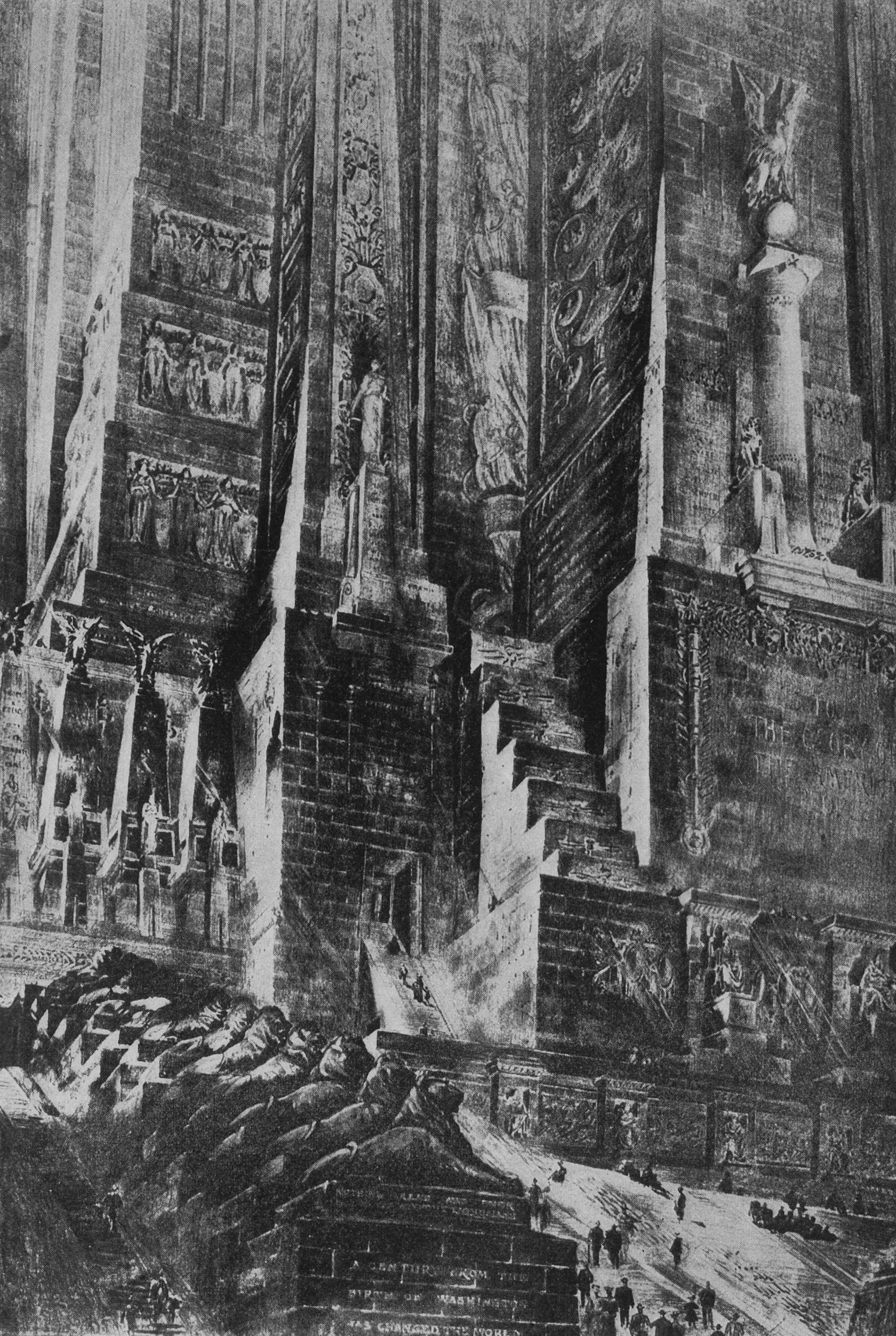
Facciata del Despradelle Monument o del Beacon of Progress secondo un progetto del 1904. Si noti la scala indicata in basso a destra.

Il progetto più famoso di Despradelle fu il mai realizzato "Beacon of Progress" ("Faro del progresso"), la Beacon, una torre monumento progettata in previsione della Columbian Exposition del 1893 di Chicago in Illinois. Despradelle disegnò la Beacon per rappresentare la fondazione degli Stati Uniti d'America, prevedendo la costruzione di tredici obelischi che dovevano rappresentare le originarie tredici colonie. Il gruppo di obelischi si fondeva per formare una singola guglia impennata a circa 457 metri sopra Chicago. Ovvero simile alla altezza della Sears Tower, costruita in città nel 1973.
The Beacon avrebbe dovuto rappresentare il futuro con i suoi vantaggi da trarre dai "salti tecnologici in avanti" del secolo che si avvicinava. In cima doveva esserci un brillante faro di luce con una scultura figurativa chiamata spirito del progresso ad incarnare ciò che Despradelle chiamava uno sguardo cristiano verso l'alto in America. L'edificio doveva sorgere sul Lago Michigan come un monumento al genio della gente e alle realizzazioni della loro vita.
Despradelle continuò a modificare il suo progetto anche dopo la fine dell'Exposition, nonostante il Beacon non fosse stato costruito, e la forza dei suoi 1900 disegni "attirò una grande attenzione e ebbe un impatto duraturo" nel mondo francofono. 
Quei disegni, acquisiti dal governo francese per mostre a livello nazionale, furono ospitati, nel 1908, dalla Esposizione franco-britannica del 1908, tenutasi a Londra, come un "omaggio a [questo] insegnante di tanti eminenti architetti, ma anche come riconoscimento e per la comprensione della visione creativa di Despradelle."

## Altre opere
Gli altri progetti architettonici, realizzati da Despradelle, (in collaborazione con Stephen Codman nello studio Codman & Despradelle) comprendono:
- Austin Biscuit Company Bakery (successivamente Stop & Shop Bakery), Boston, 1902,[10][11] rinnovato nel 2004 da Finegold Alexander + Associates Inc come condominio The Causeway/Strada 234[12]
- The Berkeley Building, Boston, 1905,[13] also renovated by FA+A Inc[14]
- Peter Bent Brigham Hospital, Boston, 1913,[15] ora parte del Brigham & Women's Hospital.